# Indirizzo politico-amministrativo
Con indirizzo politico-amministrativo si indicano alcune funzioni di governo all'interno delle pubbliche amministrazioni italiane. 

## Descrizione
Secondo l'art. 4, comma 1, del d.lgs. 30 marzo 2001, n. 165, "gli organi di governo esercitano le funzioni di indirizzo politico-amministrativo, definendo gli obiettivi ed i programmi da attuare ed adottando gli altri atti rientranti nello svolgimento di tali funzioni, e verificano la rispondenza dei risultati dell'attività amministrativa e della gestione agli indirizzi impartiti".
A tale funzione, attribuita agli organi di governo, si contrappone quella attribuita ai dirigenti, ai quali, secondo il comma 2 del medesimo articolo, "spetta l'adozione degli atti e provvedimenti amministrativi, compresi tutti gli atti che impegnano l'amministrazione verso l'esterno, nonché la gestione finanziaria, tecnica e amministrativa mediante autonomi poteri di spesa di organizzazione delle risorse umane, strumentali e di controllo. Essi sono responsabili in via esclusiva dell'attività amministrativa, della gestione e dei relativi risultati". Il comma 3 aggiunge che "le attribuzioni dei dirigenti indicate dal comma 2 possono essere derogate soltanto espressamente e ad opera di specifiche disposizioni legislative".
In questo modo viene enunciato il principio di separazione tra politica ed amministrazione, introdotto nell'ordinamento italiano dal D.Lgs. 29/1993: la politica spetta agli organi di governo (tra i quali rientrano il governo a livello nazionale e i consigli, le giunte e i presidenti o sindaci a livello regionale, provinciale e comunale), l'amministrazione ai dirigenti.
Il comma 1 dell'articolo in esame contiene anche un elenco, seppur solamente esemplificativo (e, quindi, non tassativo), delle attribuzioni rientranti nell'indirizzo politico-amministrativo:
"a) le decisioni in materia di atti normativi e l'adozione dei relativi atti di indirizzo interpretativo ed applicativo;
b) la definizione di obiettivi, priorità, piani, programmi e direttive generali per l'azione amministrativa e per la gestione;
c) l'individuazione delle risorse umane, materiali ed economico-finanziarie da destinare alle diverse finalità e la loro ripartizione tra gli uffici di livello dirigenziale generale;
d) la definizione dei criteri generali in materia di ausili finanziari a terzi e di determinazione di tariffe, canoni e analoghi oneri a carico di terzi;
e) le nomine, designazioni ed atti analoghi ad essi attribuiti da specifiche disposizioni;
f) le richieste di pareri alle autorità amministrative indipendenti ed al Consiglio di Stato;
g) gli altri atti indicati dal presente decreto".